# Sonny Banks
Lucien  „Sonny“ Banks (* 29. Juni 1940 in Birmingham Ridge, Massachusetts; † 13. Mai 1965 in Philadelphia) war ein US-amerikanischer Boxer, der dadurch bekannt wurde, dass er der erste Profi war, der Muhammad Ali zu Boden schlug.

## Profikarriere
Banks begann 1960 seine Karriere. Er wog nur 86 bis 88 kg, war nach heutigen Maßstäben ein Cruisergewichtler, diese Gewichtsklasse gab es damals allerdings noch nicht. Nach zehn Siegen und zwei Niederlagen wurde er gegen den in zehn Kämpfen ungeschlagenen Ali (damals noch unter seinem Geburtsnamen Cassius Clay) bei dessen New-York-Debüt im Madison Square Garden gestellt. Gleich in der ersten Runde erwischte er Ali mit einem linken Haken und der ging zu Boden. Abgesehen von dieser Schrecksekunde beherrschte Ali ihn aber und besiegte ihn vorzeitig in Runde vier. 
Banks konnte aus diesem Achtungserfolg kein Kapital schlagen, da er im nächsten Kampf von einem Gegner mit 17 Niederlagen K. o. geschlagen wurde. 1963 erlitt er seine fünfte Niederlage, 1964 ging er gegen Cleveland Williams K. o., 1965 gegen Leotis Martin. Bei diesem Kampf erlitt er Hirnverletzungen, an denen er im Alter von erst 24 Jahren starb.